# Teen Angels Tour
Es la primera gira de la banda Teen Angels independiente a la serie Casi Ángeles. También es la primera gira de la banda con Rocío Igarzábal en el grupo, tras haber reemplazado a Eugenia Suárez en el año 2010, mismo año en que culminó la novela. Es el Tour que respalda el quinto álbum de estudio de la banda, TeenAngels V.

## Primera Etapa

### Rocío Igarzábal en lugar de Eugenia Suárez
En el año 2010 luego de culminar la novela Casi Ángeles de la cual la banda se desprendió, se confirmó que los Teen Angels seguirían su carrera como banda a pesar de finalización de la novela que le dio vida y que realizarían un show en la ciudad de Mar del Plata y otro en el Hotel Conrad de Punta del Este en Uruguay en enero del próximo año. A pocos días del primer show se confirmó que una de sus integrantes, Eugenia Suárez no continuaría con el proyecto y que sería reemplazada por Rocío Igarzábal (miembro del elenco de Casi Ángeles). Finalmente el show de Mar del Plata quedaría suspendido por problemas de agenda y se realizaría solo el de Punta del Este
En marzo de 2011 la banda viajaría por tercera vez en su carrera a Israel para cumplir con una serie de entrevistas y reportajes y realizar tres mega shows en el Nokia Sports Center Arena de Tel Aviv.

## Nuevo Disco
Luego de su gira por Uruguay e Israel, los Teen Angels se meterían de lleno en la grabación de su nuevo disco de estudio y el primero sin Casi Ángeles. Luego de presentar su primer corte llamado "Que Llegue Tu Voz" y sus otros dos singles; "Loco" y "Mírame Mírate" en diversos programas de televisión y radio, el 9 de julio lanzarían TeenAngels V, su nuevo disco.
En agosto la banda viajó a la Provincia de Misiones para votar por las Cataratas del Iguazú para que quede como una de las siete maravillas naturales del mundo y además para filmar el videoclip de la canción "Mírame Mírate". En ese viaje la banda recibió Disco de Oro por su nuevo trabajo discográfico.

## Segunda Etapa

### Teatro Gran Rex
El 8 de julio estrenarían su nuevo Tour en el Teatro Gran Rex de Buenos Aires en el que se presentarían en todo el mes de julio realizando más de veinte funciones, hasta el día 30 que finalizaría el Tour en este recinto.

### Gira por la Argentina
La banda realizó presentaciones en las distintas partes de la Argentina: en junio, antes de que salga el disco nuevo y de los shows del Gran Rex, se presentaron en Comodoro Rivadavia sin las canciones nuevas a excepción del sencillo principal ("Que Llegue Tu Voz"). Luego en los meses de agosto, septiembre y noviembre con el disco ya presentado la banda brindó shows en ciudades como Rosario, Córdoba y Santa Fe. También brindaron dos shows gratuitos en la provincia de Buenos Aires en las ciudades de La Plata y Tigre, esta última ante más de cien mil personas. Cerrando la gira nacional en Pilar.
En esta gira se destaca una pequeña presentación que los Teen Angels realizaron como teloneros en el show de la cantante estadounidense Britney Spears cuando se presentó con su Femme Fatale Tour en la ciudad de La Plata en el Estadio Único ante más de sesenta mil personas.

### Gira Internacional
El grupo también brindó presentaciones fuera del país en Montevideo, Uruguay y en Lima, Perú. En el mes de octubre los Teen volvieron a Israel para brindar un único show, y hasta ahora el último en ese país, en la ciudad de Tel Aviv.

## Repertorio
| Primera Etapa: Uruguay - Israel |
| --- |
| 1. Abertura 2. Estoy Aquí Otra Vez 3. A Ver Si Pueden 4. Miedo a Perderte 5. Voy Por Más 6. Casi Ángeles - Dance 7. Abre Tus Ojos 8. Por Eso Estoy Preso 9. Vuelvo a Casa 10. Quiero Salir del Paraíso 11. Donde Estas 12. Hoy Te Vi 13. Resiste 14. Cada Vez Que Sale el Sol 15. A Decir Que Si 16. Hoy 17. Me Voy 18. Alguien 19. Vos Ya Sabes 20. No Te Digo Adiós 21. Quien 22. Ángeles del Mundo 23. Bravo Por la Tierra 24. Que Nos Volvamos a Ver 25. Estoy Aquí Otra Vez - Bis |

| Segunda Etapa: Argentina - Uruguay - Israel - Peru |
| --- |
| 1. Abertura 2. La Vida es Mejor Cantando 3. Estoy Aquí Otra Vez 4. A Ver Si Pueden 5. Miedo a Perderte 6. Loco 7. Mi Corazón 8. Pensando en Vos (2011) 9. Vuelvo a Casa 10. Cada Vez Que Sale el Sol 11. Voy Por Más 12. Casi Ángeles - Dance 13. Quiero Salir del Paraíso 14. Y Si Alguna Vez 15. Mírame Mírate 16. Hoy Te Vi 17. Hoy 18. Quien 19. Que Llegue Tu Voz 20. Vos Ya Sabes 21. Ángeles del Mundo 22. Bravo Por la Tierra 23. Que Nos Volvamos a Ver + Final |

## Fechas del Tour

### Shows
| Fecha                    | Ciudad             | País      | Recinto                            | Notas         |
| ------------------------ | ------------------ | --------- | ---------------------------------- | ------------- |
| 22 de enero de 2011      | Punta del Este     | Uruguay   | Hotel Conrad                       | -             |
| 19 de marzo de 2011      | Tel Aviv           | Israel    | Nokia Sports Center Arena          | Tres Shows    |
| 18 de junio de 2011      | Comodoro Rivadavia | Argentina | Predio Ferial                      | -             |
| 8 de julio de 2011       | Buenos Aires       | Argentina | Teatro Gran Rex                    | -             |
| 9 de julio de 2011       | Buenos Aires       | Argentina | Teatro Gran Rex                    | Dos shows     |
| 16 de julio de 2011      | Buenos Aires       | Argentina | Teatro Gran Rex                    | Dos shows     |
| 17 de julio de 2011      | Buenos Aires       | Argentina | Teatro Gran Rex                    | -             |
| 19 de julio de 2011      | Buenos Aires       | Argentina | Teatro Gran Rex                    | -             |
| 20 de julio de 2011      | Buenos Aires       | Argentina | Teatro Gran Rex                    | -             |
| 21 de julio de 2011      | Buenos Aires       | Argentina | Teatro Gran Rex                    | -             |
| 22 de julio de 2011      | Buenos Aires       | Argentina | Teatro Gran Rex                    | -             |
| 23 de julio de 2011      | Buenos Aires       | Argentina | Teatro Gran Rex                    | -             |
| 24 de julio de 2011      | Buenos Aires       | Argentina | Teatro Gran Rex                    | -             |
| 28 de julio de 2011      | Buenos Aires       | Argentina | Teatro Gran Rex                    | -             |
| 29 de julio de 2011      | Buenos Aires       | Argentina | Teatro Gran Rex                    | -             |
| 30 de julio de 2011      | Buenos Aires       | Argentina | Teatro Gran Rex                    | Tres shows    |
| 6 de agosto de 2011      | La Plata           | Argentina | Plaza Moreno                       | Show Gratuito |
| 13 de agosto de 2011     | Montevideo         | Uruguay   | Palacio Peñarol                    | -             |
| 20 de agosto de 2011     | Rosario            | Argentina | Estadio Cubierto Newell's Old Boys | -             |
| 27 de agosto de 2011     | Santa Fe           | Argentina | Estadio Cubierto Unión de Santa Fe | -             |
| 28 de agosto de 2011     | Córdoba            | Argentina | Orfeo Superdomo                    | -             |
| 24 de septiembre de 2011 | Tigre              | Argentina | Playon de la Estación de Trenes    | Show Gratuito |
| 23 de octubre de 2011    | Tel Aviv           | Israel    | Ganey Hataaruja                    | -             |
| 26 de noviembre de 2011  | Pilar              | Argentina | Haras El Capricho                  | -             |
| 13 de diciembre de 2011  | Lima               | Perú      | Scencia la Molina                  | -             |

### Shows Cancelados
| Fecha                  | Ciudad        | País      | Recinto                 | Motivo                         |
| ---------------------- | ------------- | --------- | ----------------------- | ------------------------------ |
| 29 de enero de 2011    | Mar del Plata | Argentina | Balneario Las Toscas    | Problemas de agenda del grupo. |
| 3 de diciembre de 2011 | Lanús         | Argentina | Microestadio Club Lanús | Problemas de fuerza mayor.     |